# Heinrich Spiero
Heinrich Spiero, född den 24 mars 1876 i Königsberg (nuvarande Kaliningrad), död den 8 mars 1947 i Berlin, var en tysk litteraturkritiker.
Spiero, som var juris doktor och 1911-14 docent vid Kunstgewerbeschule i Hamburg, författade ett stort antal arbeten om samtida tysk litteratur, bland annat Hermen (1906), Geschichte der deutschen Lyrik seit Claudius (1908; 2:a upplagan 1915), Detlev von Liliencron (1910, 1913), Das poetische Berlin (1911-12), Das Werk Wilhelm Raabes (1913), Geschichte der deutschen Frauendichtung seit 1800 (1913) och Julius Rodenberg (1926).